# Kerstin Rybrant Barnö
Kerstin Ingegärd Rybrant Barnö, född 10 februari 1945 i Stockholm, är en svensk simhoppare. Hon tävlade för SK Neptun och Stockholms KK.
Rybrant Barnö tävlade för Sverige vid olympiska sommarspelen 1964 i Tokyo, där hon slutade på 21:a plats i damernas svikthopp.
Hon deltog vid EM 1962 och NM 1963 samt tog två SM-guld, åtta SM-silver och fyra SM-brons under sin karriär.
Rybrant Barnö är dotter till kompositören Stig Rybrant. Hennes syster, Britta Rybrant, vann SM i basket 1964.